# تكفور
التكفور كان لقبا مستخدمًا في أواخر فترة السلاجقة الروم والفترات العثمانية المبكرة للإشارة إلى الحكام المسيحيين الصغار أو المستقلين أو شبه المستقلين أو الحكام البيزنطيين المحليين في آسيا الصغرى وتراقيا.

## الأصل والمعنى
أصل اللقب هو غير مؤكد. وقد اقترح أنه مشتق من الاسم الإمبراطوري البيزنطي نيكفوروس، أو نيكفور بالعربية. يقال أحيانًا أيضًا أنه مشتق من الكلمة الأرمينية تاكافور والتي تعني «الملك». بدأ استخدام المصطلح ومتغيراته تكير وتكور وتكفور من قبل المؤرخين الذين يكتبون بالفارسية أو التركية في القرن الثالث عشر، للإشارة إلى اللوردات البيزنطيين أو حكام المدن والحصون في الأناضول (بيثينيا وبنطس) وتراقيا. غالبًا ما كانت تشير إلى قادة حرب الحدود البيزنطية وقادة أكريتاي، ولكن أيضًا يشمل الأمراء والأباطرة البيزنطيين أنفسهم، على سبيل المثال في حالة، قصر تكفور في القسطنطينية.
ويشير ابن بيبي إلى ملوك كيليشيا الأرمن على أنهم تكافرة، بينما يشير هو ودده قورقوت إلى حكام إمبراطورية طرابزون بـ «تكفور جانيت». في الفترة العثمانية المبكرة، تم استخدام هذا المصطلح لكل من الحكام البيزنطيين للقلاع والبلدات، والذين قاتلهم الأتراك خلال التوسع العثماني في شمال غرب الأناضول وفي تراقيا، ولكن أيضًا للأباطرة البيزنطيين أنفسهم، بالتبادل مع لقب ملك ونادرًا لقب فازيليوس. يقترح حسن تشولاك أن هذا الاستخدام كان على الأقل في جزء منه اختيار متعمد ليعكس الحقائق السياسية الحالية وقتها وتراجع بيزنطة، والذي كان بين 1371-1394 ومرة أخرى في عام 1424 وسقوط القسطنطينية عام 1453 والذي جعل روافد الدولة البيزنطية تابعة للعثمانيين. استخدم المؤرخ العثماني أنوري في القرن الخامس عشر قليلا مصطلح أيضًا للحكام الفرنجة في جنوب اليونان وجزر بحر إيجه.